# Moulins-en-Tonnerrois
Moulins-en-Tonnerrois es una localidad y comuna francesa situada en la región de Borgoña, departamento de Yonne, en el distrito de Avallon y cantón de Noyers.

## Demografía
| 421 | 310 | 441 | 401 | 361 | 372 | 362 | 389 | 343 | 329 | 316 | 285 | 261 | 263 | 277 | 252 | 232 | 236 | 213 | 189 | 173 | 176 | 179 | 163 | 191 | 179 | 166 | 154 | 153 | 125 | 131 | 125 | 116 |
| Para los censos de 1962 a 1999 la población legal corresponde a la población sin duplicidades (Fuente: INSEE [Consultar]) |     |     |     |     |     |     |     |     |     |     |     |     |     |     |     |     |     |     |     |     |     |     |     |     |     |     |     |     |     |     |     |     |